# 第50屆坎城電影節
第50屆坎城影展於1997年5月7日（法國當地時間）至5月18日於法國坎城節慶宮舉行。本屆評審團主席是法國演員伊莎貝爾·阿佳妮，本屆金棕櫚獎則由伊朗導演阿巴斯·奇亞羅斯塔米及日本導演今村昌平共同獲得。

## 得獎名單
- 金棕櫚獎：
  - 《櫻桃的滋味》－阿巴斯·奇亞羅斯塔米
  - 《鰻魚》－今村昌平
- 評審團大獎：《意外的春天》－艾騰·伊格言
- 最佳導演獎：王家衛－《春光乍洩》
- 最佳劇本獎：《冰風暴》－詹姆斯·夏慕斯
- 最佳女演員獎：凱西・柏克（英语：Kathy Burke） －《切勿吞食（英语：Nil by Mouth）》
- 最佳男演員獎：西恩·潘－《戀戀風暴（英语：She's So Lovely）》
- 評審團獎：《日落前決定愛不愛你（英语：Western (1997 film)）》－曼紐·波瑞爾（英语：Manuel Poirier）
- 技術特別獎：泰瑞·阿爾波·卡斯特（英语：Thierry Arbogast）－《戀戀風暴（英语：She's So Lovely）》
- 五十週年獎（終身成就獎）：尤賽夫·夏因
- 棕櫚之手獎：英格玛·伯格曼

### 金攝影機獎
- 金攝影機獎：《萌之朱雀》－河瀨直美
- 金攝影機獎特別提及：《人之子（英语：La Vie de Jésus）》－布魯諾·杜蒙

### 獨立單位獎項
費比西獎
- 正式競賽單元：《意外的春天》－艾騰·伊格言
- 非競賽單元：《世界源頭之旅（英语：Voyage to the Beginning of the World）》－曼諾·迪·奧利維拉

## 主競賽評審
- 伊莎貝爾·阿佳妮：演員。（評審團主席）
- 鞏俐：演員。
- 米拉·索維諾：演員。
- 保羅·奧斯特：劇作家。
- 提姆·波頓：導演。
- 路克·邦迪（德语：Luc Bondy）：導演。
- 麥克·李：導演。
- 南尼·莫瑞提：導演。
- 麥可·翁達傑：作家。

## 官方單元

### 正式競賽片
| 中文片名           | 原文片名               | 導演                | 製作國            |
| ------------------ | ---------------------- | ------------------- | ----------------- |
| 《殺手接班人》     | Assassin(s)            | 馬修·卡索維茲       | 法國              |
| 《捨生七日》       | The Brave              | 強尼·戴普           | 美国              |
| 《春光乍洩》       | 《春光乍洩》           | 王家衛              | 英屬香港          |
| 《大快人心》       | Funny Games            | 麥可·漢內克         | 奥地利            |
| 《終結暴力》       | The End of Violence    | 文·溫德斯           | 美国              |
| 《冰風暴》         | The Ice Storm          | 李安                | 美国              |
| 《洪堡親王》       | Il principe di Homburg | 馬可·貝羅奇奧       | 義大利            |
| 《鰻魚》           |                        | 今村昌平            | 日本              |
| 《奇尼與亞當斯》   | Kini and Adams         | 伊德沙·屋德瑞古     | 布吉納法索、 法國 |
| 《歡迎到塞拉耶佛》 | Welcome to Sarajevo    | 麥克·溫特伯頓       | 英国              |
| 《戀戀風暴》       | She's So Lovely        | 尼克·卡薩維蒂       | 美国              |
| 《鐵面特警隊》     | L.A. Confidential      | 柯提斯·韓森         | 美国              |
| 《意外的春天》     | The Sweet Hereafter    | 艾騰·伊格言         | 加拿大            |
| 《切勿吞食》       | Nil by Mouth           | 蓋瑞·歐德曼         | 美国              |
| 《迷魂井》         | The Well               | 薩曼莎·朗           |                   |
| 《櫻桃的滋味》     | طعم گيلاس              | 阿巴斯·奇亞羅斯塔米 | 伊朗              |
| 《劫後餘生》       | La tregua              | 法蘭西斯柯·羅西     | 義大利            |
| 《毒蛇之吻》       | The Serpent's Kiss'    | 菲利普·魯斯洛       | 美国              |
| 《禁忌的女人》     | La femme défendue      | 菲利普·哈瑞         | 法國              |

### 一種注目
以下電影參與角逐一種注目獎：
| 中文片名             | 原文片名     | 導演              | 製作國      |
| -------------------- | ------------ | ----------------- | ----------- |
| 《十二樓》           |              | 邱金海            | 新加坡      |
| 《東宮西宮》         | 《東宮西宮》 | 張元              | 中国        |
| 《電影史》           |              | 尚盧·高達         | 法國、 瑞士 |
| 《我身體裡吹動的風》 |              | 全秀日            |             |
| 《私密告解》         |              | 麗芙·烏曼         | 瑞典        |
| 《長島愛與死》       |              | 理查·科威尼奧斯基 | 英国        |
| 《A,B,C...曼哈顿》   |              | 阿米爾·納德瑞     | 美国        |

### 非競賽片
| 中文片名     | 原文片名 | 導演          | 製作國      |
| ------------ | -------- | ------------- | ----------- |
| 《一觸即發》 |          | 克林·伊斯威特 | 美国        |
| 《第五元素》 |          | 盧·貝松       | 法國        |
| 《命運》     | المصير   | 尤賽夫·夏因   | 埃及、 法國 |